# Pericyma glaucinantis
Pericyma glaucinantis là một loài bướm đêm trong họ Erebidae.